# Béhémoth
 (octobre 2021).
Si vous disposez d'ouvrages ou d'articles de référence ou si vous connaissez des sites web de qualité traitant du thème abordé ici, merci de compléter l'article en donnant les références utiles à sa vérifiabilité et en les liant à la section « Notes et références ».
 (octobre 2021).
Motif : article sans structure mélangeant éléments et affirmations sans source avec du « trivia »
Pour les articles homonymes, voir Behemoth (homonymie).
Béhémoth ou B'hemot (Bəhēmôth — hébreu : בהמות) est une créature biblique mentionnée dans le Livre de Job (40:10-19).
Métaphoriquement, le nom désigne toute bête de grande taille et/ou puissante. Il est connu en arabe comme بهيموث (Bahīmoūth) ou بهموت (Bahamūt).

## Origine
Le mot « Béhémoth » est la forme plurielle de (bəhēmāh : désigne en hébreu biblique les animaux domestiques, le bétail, mais c'est un pluralis excellentiae, une méthode hébraïque pour exprimer la grandeur en « pluralisant » le nom (cf. Elohim), ce qui indique que le Béhémoth est la plus grande et puissante créature terrestre.
Le Béhémoth est présenté dans le livre de Job comme la Bête, la force animale que l'homme ne peut domestiquer. Son apparence est imprécise. En russe, le terme de бегемот (bégémot) désigne un hippopotame ou un rhinocéros. Selon une tradition rabbinique, Béhémoth et Léviathan sont réservés pour le festin des justes qui aura lieu à la fin du monde. Dans l’Apocalypse syriaque de Baruch (XXIX, 4), il est dit que les deux monstres, apparus au cinquième jour de la Création, seront servis en nourriture aux justes au grand banquet après la fin des temps. La même idée se retrouve dans le IVe Livre d’Esdras (VI, 47).
L'origine mythique du Béhémoth, comme celle du Léviathan, autre monstre de la création originelle, pourrait se trouver dans les légendes babyloniennes où ils représentent les deux monstres marins primordiaux du chaos originel, respectivement nommé Apsû et Tiamat. Le Béhémoth perdra, au seuil de l'ère chrétienne, ses attributs marins et deviendra un monstre terrestre.

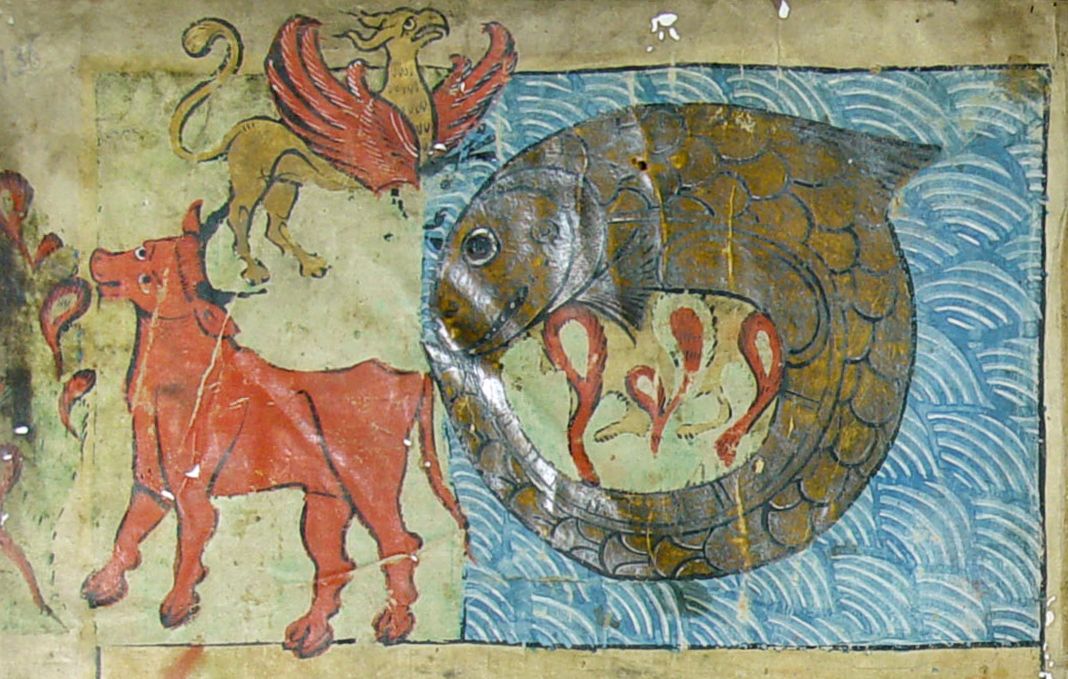
Léviathan, Béhémoth et Ziz. Ambrosiana Bible, Ulm (1238).
Le Behemoth tel que décrit dans le Dictionnaire Infernal (1863).

Très tôt le nazisme fut comparé à ce monstre biblique symétrique du Léviathan. (Cf. F. Neumann, Behemoth, Structure et pratique du national-socialisme (1942)

## Texte biblique
« Vois l’animal par excellence que j’ai créé, tout comme toi ! Il mange de l'herbe comme un bœuf. Vois : sa force est dans ses reins et sa vigueur dans les muscles de son ventre. Il raidit sa queue comme un cèdre. Les nerfs de ses cuisses sont entrelacés. Ses os sont des tubes de bronze, ses membres sont pareils à des barres de fer. Il est le chef-d’œuvre de Dieu. Celui qui l'a fait l'a pourvu d'une épée. »

— Jb 40. 15-19

## Le Béhémoth dans l'art et la culture populaire

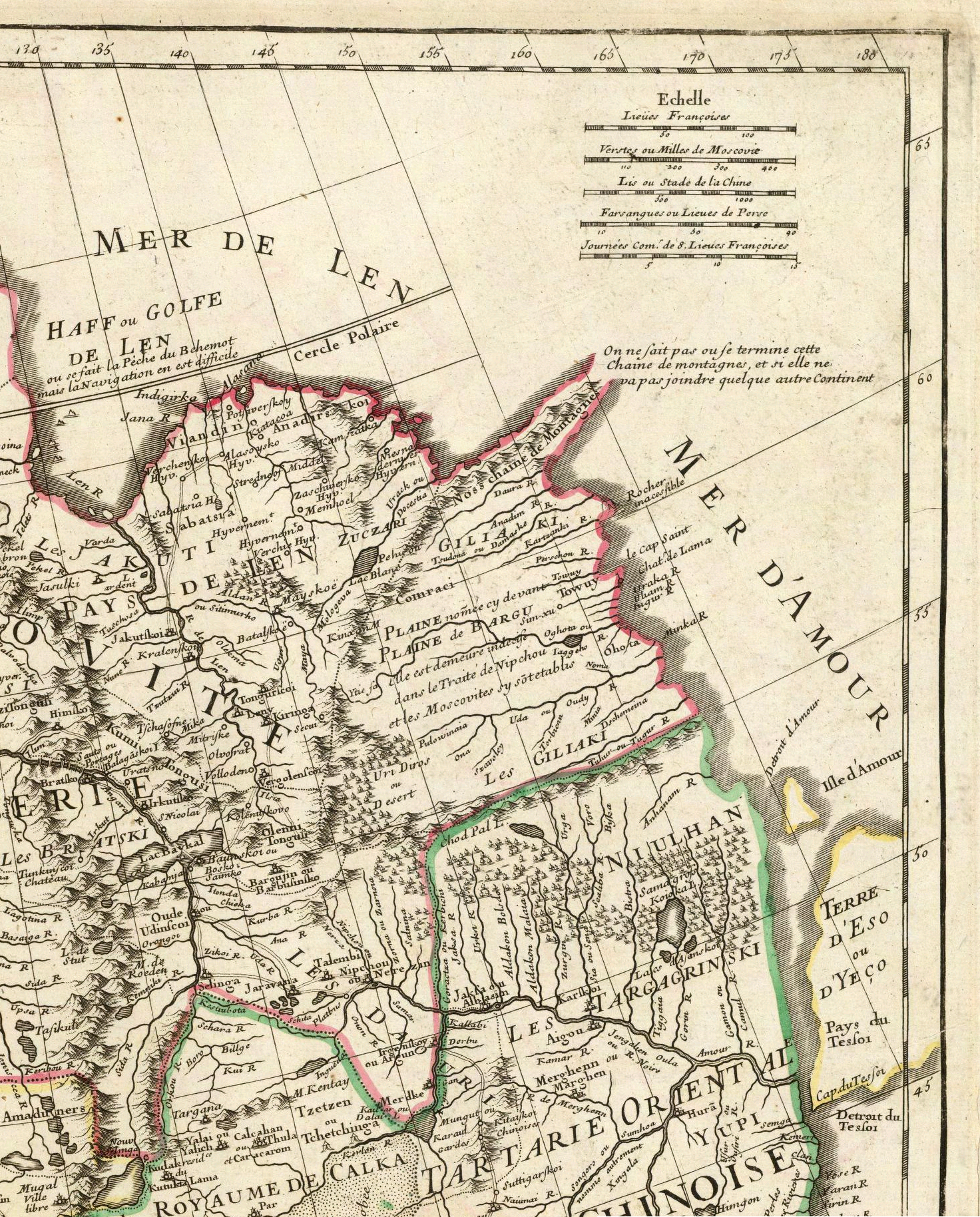
La Pêche du Behemot (morse ?) se fait dans le golfe du Len, (aujourd'hui, mer des Laptev), selon une carte de Guillaume Delisle.

### Littérature
Behemoth est le titre d'un ouvrage posthume de Thomas Hobbes, paru en 1681, un précédent ouvrage du même auteur s'intitulant Léviathan (1651) et celui d'une nouvelle de Cornelius Mathews, parue en 1839 et sous-titrée « A Legend of the Mound-Builders ». C'est également le titre d'un ouvrage de Franz Leopold Neumann paru en 1942 et sous-titré « Structure et pratique du national-socialisme ».
Arthur Rimbaud évoque « rut des Béhémots » et le Léviathan dans son poème Le Bateau Ivre (1871). Aimé Césaire fait de son propre verbe épique un nouveau béhémoth : « ma parole béhémot entre les grands fûts blancs du silence ou du mensonge » « béhémot » — et non « béhémoth » — renvoie aux mots, exprimant la révolte contre les non-dits et les interdits qui frappent la mémoire historique de la traite et de l'esclavage.
On trouve régulièrement des évocations du Béhémoth dans la littérature : 
- Dans Les Misérables (1862) de Victor Hugo, l'auteur mentionne le nom de Béhémoth pour comparer les égouts de Paris à « la monstrueuse souille de Thèbes » et ainsi nous montrer le caractère immonde du « cloaque »[4].
- Dans Le Maître et Marguerite (1967) de Mikhaïl Boulgakov, un Béhémoth apparaît sous les traits d'un énorme chat noir doué de parole accompagnant le Diable.
- Dans L'Empereur-Dieu de Dune (1981) de Frank Herbert, le personnage de Leto II est comparé à un « terrible Béhémoth ».
- Dans le cycle de l’Héritage (2003) de Christopher Paolini, le personnage d'Eragon, lorsqu'il découvre les montagnes des Beors fait référence au Béhémoth.
- Dans la série de romans The Expanse (2011-2018), le Behemoth est l'un des vaisseaux de l'OPA. Il s'agit du plus gros vaisseau des flottes martiennes, terrestres et ceinturiennes réunies.
- Dans le tome deux de la série Le Bâtard de Kosigan de Fabien Cerutti, Le Fou prend le roi, le personnage d'Edric fait référence à un béhémoth dans le chapitre 31.

### Musique
- Behemoth, première chanson de l'album God's Balls (1989) du groupe Tad.
- Le Béhémoth est cité dans la chanson Year Zero du groupe Ghost.
- Behemoth, est un groupe de black et death metal polonais.

### Cinéma
- Dans Godzilla 2 : Roi des monstres (2019) de Michael Dougherty, un Kaiju ressemble à un mélange entre un mammouth et un gorille qui répond au nom de « Behemoth ».

### Télévision
- Dans la série Once Upon a Time, le Béhémoth est un être à la force colossale que doit affronter le Prince James pour prouver sa bravoure au Roi Midas.
- Dans la série The Expanse, le Béhémoth est un vaisseau spatial cylindrique de deux kilomètres de long et de 500 mètres de diamètre.
- Dans la série Les Simpson, le Land Behemoth est un camping-car doté d'une antenne parabolique, d'une télévision grand écran et d'une friteuse. Il est vendu au RV Round-Up de Bob et n'est que le deuxième meilleur derrière Ultimate Behemoth. Ned l'achète et emmène Rod lors d'une sortie père-fils. Il apparaît dans les épisodes The Call of the Simpsons, Lemon of Troy et Grift of the Magi.
- Dans la série d'animation Huntik, Béhémoth est le nom du Titan légendaire du Corps ayant appartenu à Lord Casterwill, et le premier des trois Titans légendaires à être retrouvé par les héros.

### Manga
- Dans Fullmetal Panic! (1998) de Shōji Gatō, à la saison 1 (principalement dans l'épisode 11 : « Le Réveil de Béhémoth »), le Béhémoth est un Arm Slave contrôlé par le groupe terroriste A21.
- Dans Air Gear, Behemoth est le nom d'une équipe d'Air Trecks.
- Dans Saint Seiya: The Lost Canvas, le spectre Violate porte l'armure du Béhémoth.
- Dans la série d'animation Beyblade: Burst dérivée du manga Beyblade, une toupie porte le nom de Beast Behemoth.
- Dans la série de mangas Beelzebub (2009-2014), Béhémoth est le leader de la grande armée du Seigneur Démon En'ô.
- Dans la série de mangas Berserk, le personnage de Béhémoth est souvent entrevu, notamment dans les premiers chapitres où il est représenté comme un simple humain à tête de bouc.

### Jeux vidéo
- Dans Master of Magic, le Béhémoth est une créature reptilienne invocable, l'une des plus puissantes en magie de nature.
- Le Béhémoth apparaît dans Heroes of Might and Magic III, Heroes of Might and Magic IV et Might and Magic: Heroes VII. Généralement aux côtés de tribus barbares, ils sont présentés comme des bêtes géantes d'apparences simiesques déchiquetant les adversaires avec leurs longues griffes.
- Dans la série Final Fantasy, le Béhémoth a pour apparence une forme d'animal à corne à tête de lion (on le retrouve dans tous les Final Fantasy du 2e au 15e). Le monstre réapparait dans Monster Hunter: World à la suite d'une collaboration entre les deux franchises.
- Dans Fallout 3 et 4, les Béhémoths Super-Mutants sont les cinq boss.
- Dans Age of Mythology: The Titans, les Béhémoths sont de puissantes unités de siège atlantes.
- Dans Guild Wars 2, le Béhémoth des ombres est un Boss de la Vallée de la reine.
- Dans Metal Gear Solid 3: Snake Eater, Béhémoth est des surnoms donné au Shagohod, la machine de guerre.
- Dans Elsword (en), Béhémoth est un boss représenté comme étant une créature cyborg contrôlée par un succube, Karis.
- Dans Monster Hunter Generations / Monster Hunter X (Cross), le monstre nommé Gammoth (Gammuto en japonais) est à la fois un Béhémoth et un mammouth.
- Dans Kingdom Hearts, les Béhémoths sont de puissants Sans-cœurs rencontrés vers la fin du premier jeu.
- Dans Forge of Empires, les Béhémoths sont des unités lourdes du Futur Arctique.
- Dans Battlefield 1, les Béhémoths sont des véhicules lourds, de types Zeppelin ou train armé.
- Dans Shadowgate, un Béhémoth est le monstre final.
- Dans Evolve, le Béhémoth est un monstre jouable à deux variantes : celui de pierre, avec des capacités liées au feu et à la terre, et celui de glace.
- Dans Horizon Zero Dawn et Horizon Forbidden West, les Béhémoths sont les plus puissantes machines de classe Transport.
- Dans Call of Dragons, les Béhémoths sont des créatures pouvant être capturées par des alliances et utilisées pour défendre le territoire.

## Béhémoth dans le domaine scientifique
Par les astrophysiciens, un trou noir, TON 618, est surnommé Bénémoth du cosmos, en raison de sa masse et de sa taille gigantesques.

#### Ouvrages
- (en) Mark R. Sneed, Taming the Beast, Berlin/Boston, Walter de Gruyter GmbH, coll. « Studies of the Bible and Its Reception » (no 12), 2021 (ISBN 978-3-11-058033-4)
- (en) K. William Whitney (Jr.), Two Strange Beasts: Leviathan and Behemoth in Second Temple and Early Rabbinic Judaism, Eisenbrauns, 2006 (ISBN 978-1-57506-914-2, lire en ligne)

#### Articles
- (en) Mark R. Sneed, Taming the Beast : A Reception History of Behemoth and Leviathan, Berlin/Boston, de Gruyter, 2022 (ISBN 978-3-11-058159-1), p. 1, 4, 84, 85, 87, 188, 197, 210...Michael V. Fox, « Behemoth and Leviathan », Biblica, vol. 93, no 2,‎ 2012, p. 261–267 (ISSN 0006-0887, lire en ligne, consulté le 19 octobre 2021)
- (en) Alexander Kulik, « The Mysteries of Behemoth and Leviathan' and the Celestial Bestiary of 3 Baruch », Le Muséon, vol. 122 (3),‎ décembre 2009, p. 291-329 (DOI 10.2143/MUS.122.3.2045874)
- (en) Bernard F. Batto, « Behemoth », dans Karel van der Toorn, Bob Becking et Pieter Willem van der Horst, Dictionary of Deities and Demons in the Bible, Leiden, Wm. B. Eerdmans Publishing, 1999, 2e éd. (ISBN 978-0-8028-2491-2, lire en ligne), p. 165-169
- Michel Mervaud, « Un monstre sibérien dans l'Encyclopédie et ailleurs : le Behemoth », Recherches sur Diderot et sur l'Encyclopédie, vol. 17, no 1,‎ 1994, p. 107–132 (DOI 10.3406/rde.1994.1271, lire en ligne, consulté le 19 octobre 2021)
- Bernard Couroyer, « Le « glaive » de Béhémoth : Job, XL, 19-20 », Revue Biblique, vol. 84, no 1,‎ 1977, p. 59–79 (ISSN 0035-0907, lire en ligne, consulté le 19 octobre 2021)
- Bernard Couroyer, « Qui est Béhémoth ? : Job, XL, 15-24 », Revue Biblique, vol. 82, no 3,‎ 1975, p. 418–443 (ISSN 0035-0907, lire en ligne, consulté le 19 octobre 2021)
- Joseph Gutmann, « Leviathan, Behemoth and Ziz : Jewish Messianic Symbols in Art », Hebrew Union College Annual, vol. 39,‎ 1968, p. 219–230 (ISSN 0360-9049, lire en ligne, consulté le 19 octobre 2021)